# 克蘭登萊克斯 (新澤西州)
克蘭登萊克斯（英語：Crandon Lakes）是位於美國新澤西州蘇塞克斯縣的普查規定居民點。

## 人口
根據2020年美國人口普查的數據，克蘭登萊克斯的面積為6.93平方千米，當中陸地面積為6.62平方千米，而水域面積為0.31平方千米。當地共有人口1120人，而人口密度為每平方千米161.62人。